# Peter Freund (Physiker)
Peter George Oliver Freund (* 7. September 1936 in Timișoara, Rumänien; häufig als P. G. O. Freund; † 6. März 2018 in Chicago) war ein US-amerikanischer theoretischer Physiker.

## Leben
Freund studierte in seiner Heimatstadt an der Polytechnischen Universität Temeswar, mit dem Diplom-Abschluss 1958. Nachdem er in Rumänien als Student bei Demonstrationen in der Folge des Ungarn Aufstands im November 1956 von der Geheimpolizei Securitate beinahe auf der Straße exekutiert wurde, verließ er 1959 Rumänien und ging an die Universität Wien, wo er 1960 mit der Arbeit „Zum Problem der Struktur der Elementarteilchen“ bei Walter Thirring promoviert wurde. Danach war er Assistent von Thirring und ging dann an die Universität Genf. Ab 1963 war er an der University of Chicago, wo er 1965 Assistant Professor wurde und später Professor am Enrico Fermi Institut war. Zuletzt war er dort Professor Emeritus. 1964 war er am Institute for Advanced Study.
Freund war Fellow der American Physical Society. Er war Ehrendoktor der West-Universität Temeswar, der Polytechnischen Universität von Timișoara und Ehrenmitglied der Rumänischen Akademie der Technischen Wissenschaften (ASTR). Er war auch als Autor von Kurzgeschichten hervorgetreten, veröffentlicht in seinem Buch „West of West End“ (2008) und auch im Online-Literatur-Journal „Exquisite Corpse“. Mit seinem in Rumänien gebliebenen Freund, dem Schriftsteller Radu Ciobanu, schrieb er das Buch „Dialog über den Atlantik“, erschienen in rumänischer Sprache 2006, das ihre unterschiedlichen Schicksale widerspiegelt. In „A Passion for Discovery“ gab er biographische Skizzen von Physikern und Mathematikern.
Er war seit 1963 mit einer Psychiaterin verheiratet und hat zwei Töchter. Auf Betreiben von Thirring erhielt er 1961 die österreichische Staatsbürgerschaft, nahm aber nach der Waldheim-Affäre die US-Staatsbürgerschaft an.

## Werk
Freund war einer der Pioniere des dualen Modells, aus dem die Stringtheorie entstand. Genauer entdeckte er mit Haim Harari 1968 eine Erweiterung des ursprünglichen dualen Modells, das in deren späterer Interpretation als Stringtheorie geschlossenen Strings entspricht. Ab Mitte der 1970er Jahre untersuchte er Kaluza-Klein-Theorien und Kompaktifizierungsmechanismen für die Extra-Dimensionen, teilweise mit seinem Studenten Yong Min Cho, und wandte diese Theorien in der Kosmologie an. In Zusammenhang mit seinem Studenten Mark Rubin fand er z. B. spezielle Lösungen der elfdimensionalen Supergravitation aus Produkten kompakter Einstein-Mannigfaltigkeiten mit Anti-de-Sitter Räumen negativer Krümmung (jeweils vier- und siebendimensional).
Er untersuchte auch zahlentheoretische String-Versionen, p-adische Strings und adelische Strings, die als Modellversionen zum Test von Vermutungen über die mathematische Struktur von Stringtheorien dienen.
Mit dem Chicagoer Mathematiker Irving Kaplansky klassifizierte er einfache Supersymmetrien und fand mathematische Verbindungen von Supersymmetrien zu Räumen negativer Krümmung (wie Anti-De-Sitter-Räumen).
1985 entdeckte er einen Zusammenhang zwischen bosonischen Strings, die nur in 26 Dimensionen existieren, und Superstrings, die in 10 Dimensionen existieren, was für die Formulierung der heterotischen Strings wichtig wurde.
Peter Freund machte in den 1960er Jahren konkrete Vorhersagen für das Verhalten der Wirkungsquerschnitte in den Streuprozessen von Hadronen, die als Freund-Relationen bekannt sind. Mit seinem Studenten Jim Feigenbaum untersuchte er auch das Skalen-Verhalten von Aktienmärkten vor Börsencrashs.

## Verweise
1. ↑  Louise Lerner: Peter Freund, particle physicist and fiction writer, 1936-2018. University of Chicago, 13. März 2018, abgerufen am 14. März 2018 (englisch).
2. ↑  Obituary Peter G. O. Freund. (pdf) Research Center in Theoretical Physics, West University of Timisoara, 2018, abgerufen am 23. Oktober 2018 (englisch).
3. ↑  Doctor Honoris Causa – Peter George Oliver Freund. Fundatia Politehnica Timisoara, 14. Oktober 2014, abgerufen am 23. Oktober 2018 (rumänisch).
4. ↑  Freund, Peter George Oliver (1936-2018) Membru de onoare al ASTR. (pdf) Academia de Ştiinţe Tehnice din România - Filiala Timişoara, März 2018, abgerufen am 23. Oktober 2018 (rumänisch).
5. ↑  Freund, Physical Review Letters, Bd. 20, 1968, S. 235
6. ↑   Cho, Freund, Physical Review D, Bd. 12, 1975, S. 1711
7. ↑  Freund „Kaluza Klein Cosmologies“, Nuclear Physics B, Bd. 209, 1982, S. 1
8. ↑  Riemannsche Mannigfaltigkeiten, in denen der Ricci-Tensor proportional zum metrischen Tensor ist, z. B. Vakuum-Lösungen der Gleichungen der Allgemeinen Relativitätstheorie
9. ↑  Freund, Rubin „Dynamics of Dimensional Reduction“, Physics Letters B 97, 1980, S. 233
10. ↑   Freund, Mark Olson, Physics Letters B, Bd. 199, 1987, S. 186
11. ↑  Freund, Edward Witten, Physics Letters B, Bd. 199, 1987, S. 191
12. ↑  Übersichtsartikel L. Brekke, Freund „p-adic Numbers in Physics“, Physics Report, Bd. 233, 1993, S. 1
13. ↑  Freund, Kaplansky Journal of Mathematical Physics Bd. 17, 1976, S. 228
14. ↑  Freund „Superstrings from 26 Dimensions?“, Physics Letters B, Bd. 151, 1985, S. 387
15. ↑  Freund, Physical Review Letters, Bd. 15, 1965, S. 929
16. ↑  International Journal Modern Physics B, Bd. 10, 1996, S. 3737
17. ↑  Original in der Chicago Tribune aus rechtlichen Gründen aus Europa nicht erreichbar.

| Personendaten    | Personendaten                                                      |
| ---------------- | ------------------------------------------------------------------ |
| NAME             | Freund, Peter                                                      |
| ALTERNATIVNAMEN  | Freund, Peter George Oliver (vollständiger Name); Freund, P. G. O. |
| KURZBESCHREIBUNG | US-amerikanischer Physiker                                         |
| GEBURTSDATUM     | 7. September 1936                                                  |
| GEBURTSORT       | Timișoara, Rumänien                                                |
| STERBEDATUM      | 6. März 2018                                                       |
| STERBEORT        | Chicago                                                            |